# Baldassare Croce

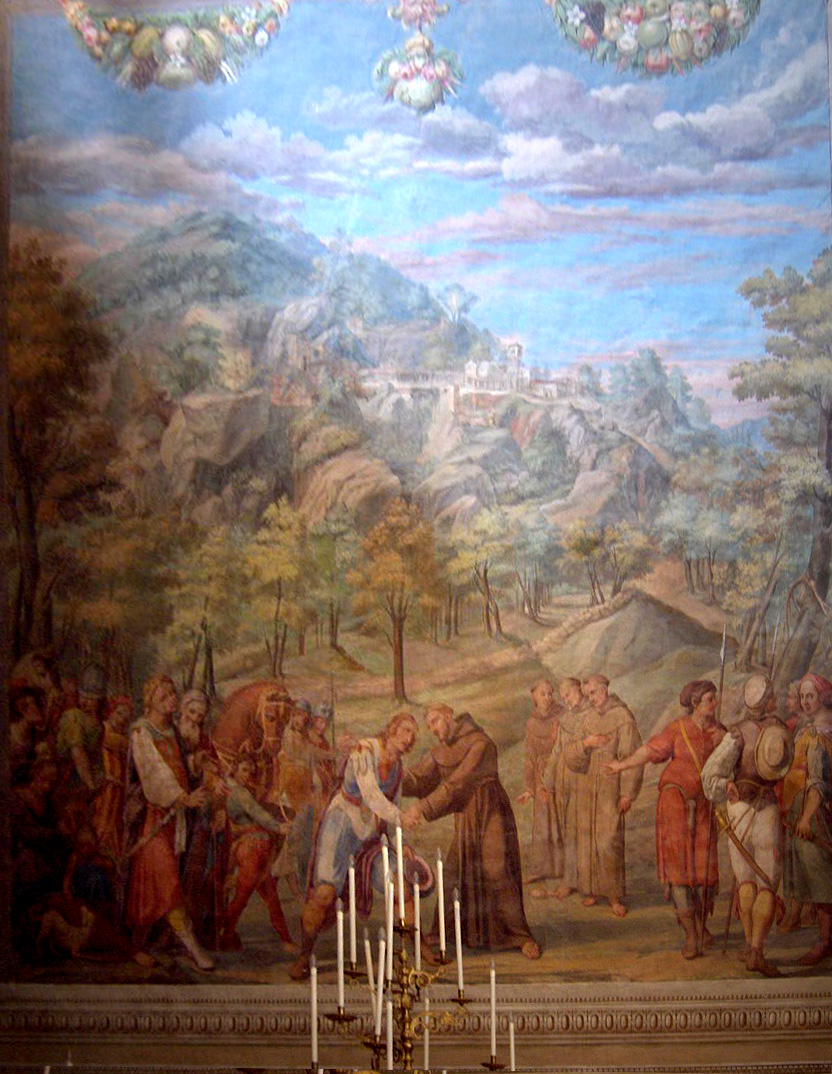
Geschichten aus dem Leben des Heiligen Franziskus (1602–1603), Basilica Santa Maria degli Angeli, Assisi.

Baldassare Croce (* 1558 in Bologna; † 8. November 1628 in Rom) war ein italienischer Maler.

## Biografie
Nach einer ersten Ausbildung in Bologna zog er nach Rom. Hier arbeitete er bereits 1576–1577 an der Dekoration des Nordflügels des Cortile di San Damaso im Vatikan, den Papst Gregor XIII. Lorenzo Sabatini anvertraute.
In Rom war er ein sehr aktiver Maler, wo er seit 1581 Mitglied der Accademia di San Luca war, von der er im Januar 1628 zum „Principe“  gewählt wurde, eine Position, die er bis August desselben Jahres innehatte. Ab 1584 war er auch Mitglied der Congregazione dei Virtuosi al Pantheon.
In Rom malte er den Sala Clementina des Apostolischen Palastes im Vatikan, die Kapelle des Heiligen Franziskus in der Kirche Il Gesù, arbeitete in San Giovanni in Laterano (unter Cesare Nebbia und Giovanni Guerra an der Dekoration der Heiligen Treppe) und in San Giacomo degli Spagnoli, während im Kirchenschiff der Santa Susanna sechs seiner großen Fresken das Leben der Heiligen Susanna aus dem Alten Testament darstellen.
Anfang 1600 war er auch in Umbrien aktiv und malte Fresken in der Basilika Santa Maria degli Angeli in Assisi und die Wunder des Heiligen Martin in der Kathedrale von Foligno.
1608 kehrte er nach Rom zurück. In den folgenden Jahren arbeitete er in Santa Maria Maggiore in der neuen Sakristei und in der Capella Paolina. Aus dieser Zeit stammen auch die Fresken in der Kapelle San Nicola in San Luigi dei Francesi.
Nach seinem Tod wurde er im Kloster Santa Maria in Via begraben.